# Semolale
Semolale est une ville du Botswana.